# مریائوشلینسکی
مریائوشلینسکی (انگلیسی: Mryaushlinsky) یک شهرک در شهرستان کوگارچینسکی جمهوری باشقیرستان در کشور روسیه است.